# Una lucertola con la pelle di donna
Una lucertola con la pelle di donna è un film del 1971 diretto da Lucio Fulci.

## Trama
Carol Hammond è figlia del noto avvocato Edmond Brighton, candidato alle elezioni, e moglie del giovane avvocato Frank, che lavora nello studio del suocero. La donna sembra trascorrere una vita tranquilla e monotona, anche se è ossessionata dalla figura della bellissima Julia Durer, vicina di casa dedita a una vita dissoluta. Durante una seduta dallo psichiatra Carol racconta di aver sognato di uccidere Julia, e proprio lo stesso giorno la donna viene ritrovata morta esattamente nel modo sognato da Carol.
L'ispettore Corvin inizia le indagini e ben presto alcuni indizi portano a sospettare proprio di Carol. Tuttavia Edmond, per proteggere sua figlia, rivela alla polizia di aver ricevuto qualche giorno prima una chiamata anonima che lo informava di come suo genero tradisse Carol con un'altra donna. L'uomo è convinto che Frank, presente al momento della telefonata, abbia inscenato il delitto della Durer esattamente come descritto negli appunti che Carol prendeva sui suoi sogni, con lo scopo di far arrestare sua moglie ed evitare così uno scandalo personale.
Nel frattempo Carol viene rintracciata da due hippy, un uomo e una donna, che lei crede di aver visto nel sogno. Questi le danno appuntamento nei sotterranei di un edificio abbandonato, dove tentano senza successo di ucciderla. Poco dopo i due vengono rintracciati da Joan, figlia del primo matrimonio di Frank, che, per scagionare il padre, prova ad ottenere delle prove dai due hippy, che però la uccidono. Corvin arresta i due ragazzi che confessano di essere stati a casa della Durer la notte dell'omicidio, ma che non si ricordano assolutamente nulla a causa degli acidi presi. Quando però hanno saputo dell'omicidio e di come Carol e Joan volessero sapere qualcosa da loro, per paura di essere accusati, hanno tentato di ucciderle.
Corvin interroga Carol sulla telefonata ricevuta dal padre e scopre qualcosa che non quadra: la ragazza dice di aver saputo della telefonata dal padre, ma sembra di non sapere se Frank ne è al corrente, quando all'ispettore proprio Edmond aveva confermato la presenza dell'uomo. Poco dopo Edmond si suicida, lasciando un biglietto in cui si accusa per l'omicidio di Julia, ma Corvin invece capisce che il vero colpevole è proprio Carol. La donna aveva infatti una relazione con Julia, e questa minacciava di ricattarla; la stessa telefonata ricevuta da Edmond era stata fatta da Julia davanti a Carol. Quindi una sera si reca a casa dell'amante e la uccide; accortasi dei due hippy fugge via e il giorno dopo racconta l'accaduto allo psichiatra spacciandolo per un sogno per mascherare il delitto ed evitare lo scandalo che avrebbe travolto lei e il padre.

## Produzione
Secondo thriller di Lucio Fulci, dopo Una sull'altra, che riscosse un buon successo di pubblico. Come attore torna Jean Sorel, già protagonista del precedente film, mentre Carol è interpretata da Florinda Bolkan. Fulci aveva scelto come titolo del film La gabbia, ma la produzione impose Una lucertola con la pelle di donna per sfruttare il successo della trilogia degli animali di Dario Argento, composta da L'uccello dalle piume di cristallo, Il gatto a nove code e 4 mosche di velluto grigio.
La sequenza in cui la Bolkan viene improvvisamente aggredita da un gruppo di pipistrelli attirò il plauso di Mario Bava, maestro dell'horror italiano. La sequenza più famosa del film è probabilmente quella in cui la Bolkan apre la porta del laboratorio di una clinica e si trova davanti quattro cani vivisezionati. La scena costò al regista un processo intentato da una società protettrice degli animali, che Fulci vinse portando in aula i cani finti, creati da Carlo Rambaldi. Il ragazzo hippie Hubert è interpretato da Mike Kennedy, all'epoca cantante del famoso gruppo rock Los Bravos.

## Colonna sonora
La colonna sonora è stata composta da Ennio Morricone. La prima incisione della colonna sonora risale al 1971, si tratta di un EP promo stampato dalla RCA su acetato destinato alla circolazione interna della Rai. La colonna sonora completa è stata pubblicata infatti per la prima volta da Screen Trax nel 1996 in formato CD. In seguito è stata ristampata numerose volte da altre case discografiche, tra cui General Music, Dagored e Beat Records Company.

## Accoglienza

### Critica
Il Dizionario Mereghetti assegna 2 stelle su 4 al film, citando in positivo i «lampi di talento visivo», «le ottime musiche di Ennio Morricone (in vena sperimentale) e la fotografia di Luigi Kuveiller», in negativo l'intreccio senza logica e gli «inutili e brutti» effetti speciali di Carlo Rambaldi».